# Mitsubishi
Mitsubishi Grupa (三菱グループ) osnovana je 13. svibnja 1870. godine. Sama riječ Mitsubishi može se prevesti na više načina no najbolji prijevod bi glasio: 'tri dijamanta'.  

### Djelatnosti
U poslove Mitsubishi grupe spada: 
- automobilska industrija Mitsubishi Motors
- bankarstvo The Bank of Tokyo-Mitsubishi UFJ, Ltd.
- osiguranje Meiji Yasuda Life Insurance Company
- skladištenje robe
- papirna industrija
- proizvodnja i prerada čelika
- proizvodnja i prerada stakla Asahi Glass Co.
- pivovara Kirin Brewery Co., Ltd.
- električni proizvodi Mitsubishi Electric Corporation